# Люмбард Деллова
Люмбард Деллова (алб. Lumbardh Dellova, нар. 1 січня 1999, Ораховаць) — косовський футболіст, захисник болгарського клубу ЦСКА (Софія), а також національної збірної Косова. Відомий також за виступами в клубах «Приштина», «Хайдук» (Спліт) та «Балкані» (Теранде). Чотириразовий чемпіон Косова. Володар Кубка Косова.

## Клубна кар'єра
Люмбард Деллова народився в місті Ораховаць. У дорослому футболі дебютував 2016 року виступами у складі косовської команди «Лірія», в якій грав до 2017 року. З 2017 по 2018 рік грав у складі словенської команди «Слован» (Любляна), а на початку 2018 року став гравцем косовського клубу «Лірія».
У 2028 році Деллова став гравцем хорватського клубу «Хайдук» (Спліт), проте відразу розпочав грати за другу команду клубу «Хайдук-2». З 2020 року грав уже в основній команді «Хайдука», проте відразу косовара відправили в оренду до косовського клубу «Приштина». За рік футболіст повернувся до «Хайдука», проте гравцем основи не став, та протягом сезону 2021—2022 років зіграв у складі сплітської команди лише 3 матчі чемпіонату.
З 2022 до 2024 року Люмбард Деллова грав у складі косовського клубу «Балкані» (Теранде). У складі «Балкані» він став основним гравцем захисту команди, та зіграв за цей час 74 матчі чемпіонату. У складі «Балкані» він став триразовим чемпіон Косова та володарем Кубка Косова.
З літа 2024 року Деллова став гравцем болгарського клубу ЦСКА (Софія). Станом на 10 вересня 2024 року відіграв за армійців з Софії 4 матчі в національному чемпіонаті.

## Виступи за збірні
У 2017 році Люмбард Деллова дебютував у складі юнацької збірної Косова, загалом на юнацькому рівні взяв участь у 3 іграх.
Протягом 2019—2020 років Деллова грав у складі молодіжної збірної Косова. На молодіжному рівні зіграв у 2 офіційних матчах.
У 2022 року Деллова дебютував у складі національної збірної Косова. Станом на 10 вересня 2024 року зіграв у складі національної збірної 10 матчів, у яких відзначився 1 забитим м'ячем.

## Титули і досягнення
- Чемпіон Косова (4):

«Приштина»: 2020–2021
«Балкані» (Теранде): 2021–2022, 2022–2023, 2023–2024
- Володар Кубка Косова (1):

«Балкані» (Теранде): 2023–2024
- Володар Суперкубка Косова (2):

«Приштина»: 2020
«Балкані» (Теранде): 2022